# جایزه آنا دو نوآی
جایزهٔ آنا دو نوآی (به فرانسوی: Prix Anna-de-Noailles) که هر ساله به یک اثر ادبی یا فلسفی بسیار برجسته متعلق به یک نویسنده زن چیره‌دست اعطا می‌شود، جایزه‌ای است ادبی که به همت فرهنگستان فرانسه در سال ۱۹۹۴ بنیان گذاشته‌شد. عنوان این جایزه از نام آنا دو نوآی بانوی شاعر فرانسوی گرفته شده‌است.
اولین جایزه در ۱۹۹۵ به کتاب (Entrée d'une artiste) نوشتهٔ اودت ژوایو اختصاص یافت. از میان برندگان این جایزه می‌توان از ماریلین دبیول (۲۰۰۱)، کلمب اشنک (۲۰۱۰) و ناتاشا آپانا (۲۰۱۷) نام برد.